# Hyphoraia radiata
Hyphoraia radiata är en fjärilsart som beskrevs av Arnold Spuler 1906. Hyphoraia radiata ingår i släktet Hyphoraia och familjen björnspinnare. Inga underarter finns listade i Catalogue of Life.